# Yaqut al-Hamawi
Abu Abdallah Yaqut ibn-Abdallah al-Rumi al-Hamawi, Yaqut ibn-'Abdullah al-Rumi al-Hamawi o Yaqut al-Rumi (en árabe: ياقوت الحموي‎), más conocido por Yaqut (año 574 de la Hégira/1179 de la era cristiana - año 626 de la Hégira/1229 de la era cristiana), fue un geógrafo y biógrafo de origen sirio, reconocido por sus escritos enciclopédicos sobre el mundo musulmán.
Al-Rumi se refiere al hecho de que fue un esclavo descendiente de cristianos griegos (bizantinos) oriundos del Imperio romano de Oriente (a los cuales, los árabes denominaban "romanos"); al-Hamawi, se refiere al hecho de haber nacido en la ciudad de Hama, en Siria. Ibn Abdullah hace referencia al nombre de su padre, Abdullah. La palabra yāqūt [pronunciación requerida] significa rubí o jacinto. 

## Obra
Sus principales obras son:
- معجم الادباء Muʿjam al-ʾUdabāʾ’ (Biografías de Hombres Sabios), una colección de biografías de los hombres más importantes de su tiempo,
- y معجم البلدان Kitab Mu'jam al-Buldan[1] (Libro de los Países), obra concluida en 1228, con información sobre geografía literaria, relativa a la historia, geografía, mitos y etnografía de las naciones por las que viajó, desde Turquestán hasta la península ibérica. De hecho constituye una obra de gran valor para el estudio de al-Ándalus.